# Манавьян, Антонен
Антонен Манавьян (фр. Antonin Manavian, родился 26 апреля 1987 в Париже) — французский хоккеист армянского происхождения. Игрок французского клуба «Гренобль» и сборной Франции.

## Карьера
Начинал играть в хоккей в местных командах. Некоторое время выступал в одной из юниорских лигах Канады. Затем он в течение некоторого времени играл в низших американских профессиональных дивизионах. С 2013 года Манавьян является игроком французского клуба «Драгон де Руан». За национальную сборную Франции выступает с 2008 года.

## Достижения
- Обладатель континентального кубка (1): 2012.
- Чемпион Франции (5): 2007, 2009, 2011, 2012, 2013.
- Обладатель Кубка Франции (3): 2008, 2009, 2011.